# Obertruppführer
Obertruppführer naziv je za čin Sturmabteilunga koji je postojao u razdoblju od 1932. do 1945. Ovaj čin je rabio Sturmabteilung (SA), no u ranom razdoblju Schutzstaffela, bio je i SS-ovski čin.
Prevodi se kao “Viši vođe trupa”. Obertruppführer vuče korijene od čina Truppführer, a taj naziv rabile su njemačke jurišne satnije tijekom Prvoga svjetskog rata.     Obertruppführer činom SA, postaje 1932. zbog širenja SA-a. Čin Obertruppführera bio je niži od Haupttruppführera, a odgovara vođu voda ili naredniku u ostalim, današnjim vojskama.
Kao čin SS-a, Obertruppführer postojao je dvije godine, 1932. – 1934.  Jedan SS-Obertruppführer imao je iste dužnosti kao i SA-Obertruppführer, a čin se nakratko pojavio i u SS Verfügungstruppu, koji će kasnije postati Waffen SS.  
Obertruppführer prestaje biti činom SS-a nakon Noći dugih noževa, kada je ovaj čin preimenovan u SS-Hauptscharführer. Obertruppführer je ostao činom SA-a sve do pada Trećega Reicha 1945. Obilježje Obertruppführera bile su dvije srebrne točke i jedna srebrna linija na kolarnoj oznaci čina.